# Krunch
Krunch var ett svenskt punkband från Timrå aktivt 1982-1989. Bandet släppte tre singlar och två MinLp och medverkade på samlingen En samling Rock från Sundsvall 1985. 1993 släpptes en samling på CD med det mesta av deras senare material. Medlemmarna var under hela tiden: Thorsten Thörnblad - sång, gitarr, Jouni Reinikainen - gitarr, Tomas Månsson - bas och Rickard Himmerlid - trummor. Bandet spelade på Hultsfredsfestivalen 1987 och genomförde två Europaturnéer. Efter bandets splittring 1989 fortsatte Rickard Himmerlid i Motorjoke. Krunch återförenades 1999 för att spela in en cover på Huvudtvätts Stryk som gavs ut på samlingen We're Only in it for the Money.

## Diskografi, Krunch
- Hello Bob EP (Massproduktion 1983)
- Mys & Kel, MiniLP (Massproduktion 1985)
- Tjafs & Dalt, EP (Massproduktion 1986)
- Mor & Far, MiniLP (Massproduktion 1987)
- Tack & Hej, singel (Massproduktion 1989)
- We're Back But We're Evil... the almost complete Krunch...but more.., CD (Massproduktion 1993)

Samlingsalbum
- En samling rock från Sundsvall, dubbel-LP (Massproduktion 1985) medverkar med två spår
- Egg-Mangel ... Live at Järva Folkets Park 15 06 '86 (Your Own Jailer Records 1986) medverkar med sju spår
- We're Only in it for the Money - 20 years of Massproduktion, CD (Massproduktion 1999) medverkar med ett spår